# Sampo (zone de planification)
Sampo est une zone de planification de Tampere en Finlande. 
Sampo comprend les zones statistiques: Kalevanrinne, Liisankallio, Petsamo, Lappi, Lapinniemi, Kaleva, Järvensivu, Vuohenoja, Kaupi et Kissanmaa.